# Asia Rugby U19 Division 1 2019
El Asia Rugby U19 Division 1 del 2019 fue la sexta edición de la segunda división juvenil que organiza Asia Rugby. El certamen se desarrollará entre cuatro competidores en régimen de eliminatoria directa en el Yongchuan Sports Center de Chongqing, China.

## Equipos participantes
- Selección juvenil de rugby de China
- Selección juvenil de rugby de Filipinas
- Selección juvenil de rugby de Sri Lanka
- Selección juvenil de rugby de Tailandia

## Play off[5]
|  | Semifinales | Semifinales |    |           | Final        | Final      |  |
|  | 5 de julio  | 5 de julio  |    |           | 8 de julio   | 8 de julio |  |
|  |             |             |    |           |              |            |  |
|  |             |             |    |           |              |            |  |
|  | Filipinas   | 17          |    |           |              |            |  |
|  | Tailandia   | 17          |    |           |              |            |  |
|  |             |             |    |           |              |            |  |
|  |             |             |    |           |              |            |  |
|  |             |             |    |           | Filipinas    | 0          |  |
|  |             | Sri Lanka   | 40 |           |              |            |  |
|  |             |             |    |           |              |            |  |
|  |             |             |    |           |              |            |  |
|  |             |             |    |           | Tercer lugar |            |  |
|  |             |             |    |           |              |            |  |
|  | China       | 14          |    | Tailandia | 29           |            |  |
|  | Sri Lanka   | 39          |    |           | China        | 10         |  |

## Resultados

### Semifinales
| 11 de diciembre 15:00 | Filipinas | 17 - 17 | Tailandia |  |  |
|                       |           | Reporte |           |  |  |

| 11 de diciembre 17:00 | China | 14 - 39 | Sri Lanka |  |  |

### Tercer puesto
| 14 de diciembre 15:00 | China | 10 - 29 | Tailandia |  |  |

### Final
| 14 de diciembre 17:00 | Filipinas | 0 - 40 | Sri Lanka |  |  |

| Bandera de Sri Lanka |
| Campeón Sri Lanka    |
| Segundo título       |